# Everett Quinton
Everett James Quinton Jr. (* 18. Dezember 1951 in Brooklyn, New York City, Vereinigte Staaten; † 23. Januar 2023 ebenda) war ein US-amerikanischer Theater-, Fernseh- und Filmschauspieler, Regisseur, Dramatiker und Drehbuchautor. Als Art Director der Ridiculous Theatre Company (1987–1997) sowie als vielfach ausgezeichneter Schauspieler galt er als einer der großen Stars der Off-Broadway-Theaterszene in den USA.

## Leben
Quinton besuchte das John-Jays-College, um anschließend an der Hunter Highschool zwei Jahre zu studieren. Als Kind und Jugendlicher prägte ihn die Schauspielerin Joan Crawford, die er imitierte und von der er viel in seine Schauspielkunst und Stücke einfließen ließ. 1975 lernte er den Theaterschauspieler, Regisseur, Intendanten Charles Ludlam kennen, der zu seinem Lebenspartner wurde. Die Beziehung hielt bis zu Ludlams Tod 1987. Danach übernahm Quinton die Theaterkompagnie (The Theater of the Ridicoulous; RTC-Company), die sein Freund gegründet hatte und arbeitete dort bis zur Schließung 1997 als Art Director, der auch gleichzeitig Intendant des Theaters war.
Quinton bekam zahlreiche Auszeichnungen, spielte in unzähligen Stücken seines Freundes und fremder Autoren und hatte einige Gastrollen in Serien und Spielfilmen. Bedeutende Rollen waren diejenige des Deputy Warden Wurlitzer im Film Natural Born Killers (1994) sowie die der Dolores im Film The Sorrows of Dolores (1986). Mit der Sängerin Eartha Kitt war er mit dem Musical Cinderella auf Tournee.  Auftritte in Serien hatte er unter anderem in Miami Vice, Springfield Story, Law & Order und Nurse Jackie. Auch war er Drehbuchautor von Museum of Wax sowie The Sorrows of Dolores.
Everett Quinton starb am 23. Januar 2023 in seiner Geburtsstadt im Alter von 71 Jahren an den Folgen seiner Erkrankung an einem Glioblastom.

## Filmografie
- 1986: Staatsanwälte küsst man nicht
- 1987: Museum of Wax
- 1987: Karriere mit Links
- 1987: Für immer Lulu
- 1987: The Sorrows of Dolores (Fertigstellung 1987, Aufführung erfolgte erst 2010)
- 1987: Tödliche Täuschung
- 1987: Hello Again – Zurück aus dem Jenseits
- 1988: Zwei mal zwei
- 1994: Natural Born Killers
- 2000: Pollock
- 2004: One Year Down

## Theaterstücke (Auswahl)
als Schauspieler
- The Witch of Edmonton
- Devil Boys from Beyond
- The Merry Wives of Windsor
- A christmas carol
- O Dad,Poor Dad
- Mama´s Hung you in the closet and I am feeling so sad
- Woman beward Woman
- Brother Truckers
- Dr. Jekyll and Mr.Hyde
- Murder at Minsing Manor
- Medea
- The secret lives of the sexists
- Salambo
- Galas
- The Artificial jungle
- The Mystery of Irma Vep

## Stücke und Adaptionen (Auswahl)
als Autor
- Carmen
- Linda
- Movieland
- A tale of two cities
- Call me Sarah Bernhard
- Phaedra

## Auszeichnungen (Auswahl)
- Best Actor Theatre Wing Hews Design Award, 1985 und 1986
- Callaway-Award, 2008.
- Legend of OFF-Broadway Award, 2011.